# Walsleben (Osterburg)
Walsleben ist Ortsteil und Ortschaft der kreisangehörigen Hansestadt Osterburg (Altmark) im Landkreis Stendal in Sachsen-Anhalt.

## Geographie

### Lage
Walsleben, ein Straßendorf mit Kirche, liegt etwa acht Kilometer südöstlich der Stadt Osterburg in der Altmark an der Uchte, die hier im Fauna-Flora-Habitat-Gebiet „Uchte unterhalb Goldbeck“ aus südlicher Richtung von Stendal kommend nach Westen abbiegt.
Nachbarorte sind Düsedau im Westen, Uchtenhagen im Norden, Rohrbeck im Nordosten, Gethlingen im Osten, Plätz im Südosten und Möllendorf im Süden.

### Ortschaftsgliederung
Zur Ortschaft Walsleben gehören die Ortsteile Walsleben und Uchtenhagen.

## Geschichte

### Mittelalter bis Neuzeit
Walsleben wurde 929 als urbem… Wallislevo in der „Geschichte der Sachsen“ des Widukind von Corvey erwähnt, die etwa 40 Jahre später entstand. Die aufständischen Slawen sollen im Jahr 929 die Burg wallislevu zerstört haben. An einer Furt durch die Uchte gelegen gehörte sie zu jenem Burgensystem, welches damals die deutschen Gebiete gegen die slawischen Siedlungsgebiete im Osten sicherte. Der Chronik des Thietmar von Merseburg zufolge, geschrieben vor 1018, war die Burg anschließend wieder aufgebaut worden.
Ab 1230 ist eine ritterliche Familie von Walsleben nachweisbar, die jedoch im Zuge der deutschen Ostexpansion frühzeitig ihren Stammsitz verließ. Danach war der Rittersitz in den Händen verschiedener adeliger Familien, von 1375 (in Klein Walsleben) und bis zum Ende des 16. Jahrhunderts von Lüderitz, ab 1598 von der Schulenburg, 1778 im Erbweg Friedrich Werner von Podewils, danach gelangte er an die Familien von Berg und von Voß, bis er schließlich 1846 an Eduard von Jagow auf Calberwisch verkauft wurde. Im Jahre 1869 erwarb ihn Adolfine von Rohr auf Hohenwulsch. Sie ließ in Walsleben ein neues Schloss erbauen, sowie einen Park und Alleen anlegen. 1946 wurde das Schloss zur Gewinnung von Baumaterial für Siedlerstellen abgebrochen. Heute sind vom einstigen Gut nur noch das frühere Verwalterhaus und die 1997 freigelegten Fundamente des Eiskellers vorhanden.

### Burgwall
Westlich des nordwestlichen Ortsausgangs ist an der Uchte die sichtbare Struktur eines Bodendenkmals zu erkennen, der Burgwall der früheren Burg Walsleben. Wie Paul Grimm im Jahre 1958 ermittelte, erschien eine kleine Hauptburg noch 1750 als ein vom Wasser umflossenes Schloss. Die Gesamtgröße wird auf etwa 160 mal 200 Meter geschätzt.

### Eingemeindungen
Bis 1807 gehörten das Dorf und Gut zum Arneburgischen Kreis der Mark Brandenburg in der Altmark. Danach lagen sie bis 1813 im Kanton Arendsee auf dem Territorium des napoleonischen Königreichs Westphalen. Ab 1816 gehörte die Gemeinde zum Kreis Osterburg, dem späteren Landkreis Osterburg.
Am 17. Oktober 1928 erfolgte die Vereinigung des Gutsbezirkes Walsleben mit der Landgemeinde Walsleben.
Am 20. Juli 1950 wurde die bis dahin eigenständige Gemeinde Uchtenhagen nach Walsleben eingemeindet. Die Gemeinde Walsleben wurde am 25. Juli 1952 in den Kreis Osterburg umgegliedert. Am 1. Juli 1994 kam sie zum heutigen Landkreis Stendal.
Durch einen Gebietsänderungsvertrag haben die Gemeinderäte der Gemeinden Ballerstedt, Düsedau, Erxleben, Flessau, Gladigau, Königsmark, Krevese, Meseberg, Rossau, Walsleben und der Hansestadt Osterburg (Altmark) beschlossen, dass ihre Gemeinden aufgelöst und zu einer neuen Einheitsgemeinde mit dem Namen Hansestadt Osterburg (Altmark) vereinigt werden. Dieser Vertrag wurde vom Landkreis als unterer Kommunalaufsichtsbehörde genehmigt und trat am 1. Juli 2009 in Kraft.
Nach Umsetzung des Gebietsänderungsvertrages der bisher selbständigen Gemeinde Walsleben wurden Walsleben und Uchtenhagen Ortsteile der neuen Hansestadt Osterburg (Altmark). Für die eingeflossene Gemeinde wurde die Ortschaftsverfassung nach den §§ 86 ff. der Gemeindeordnung Sachsen-Anhalt eingeführt. Die aus der aufgenommenen Gemeinde Walsleben hervorgegangenen Ortsteile Walsleben und Uchtenhagen wurden der neuen Ortschaft Walsleben der neuen Hansestadt Osterburg (Altmark) zugeordnet. In der Ortschaft Walsleben wurde ein Ortschaftsrat mit fünf Mitgliedern einschließlich Ortsbürgermeister gebildet.

### Einwohnerentwicklung
| Jahr           | 1734 | 1772 | 1790 | 1798 | 1801 | 1818 | 1840 | 1864 | 1871 | 1885 | 1892    | 1895 | 1900    | 1905 |
| Dorf Walsleben | 129  | 73   | 198  | 122  | 212  | 240  | 329  | 343  | 370  | 387  | [00]464 | 450  | [00]495 | 353  |
| Gut Walsleben  |      |      |      |      | 077  |      |      | 060  | 064  | 083  |         | 071  |         | 054  |

| Jahr | Einwohner |
| ---- | --------- |
| 1910 | [00]625   |
| 1925 | 593       |
| 1939 | 536       |
| 1946 | 688       |
| 1964 | 637       |
| 1971 | 683       |

| Jahr | Einwohner |
| ---- | --------- |
| 1981 | 575       |
| 1993 | 516       |
| 2006 | 451       |
| 2011 | [00]372   |
| 2012 | [00]377   |
| 2018 | [00]354   |

| Jahr | Einwohner |
| ---- | --------- |
| 2019 | [00]346   |
| 2020 | [00]347   |
| 2021 | [00]338   |
| 2022 | [0]321    |
| 2023 | [0]317    |

Quelle, wenn nicht angegeben, bis 2006:

## Religion

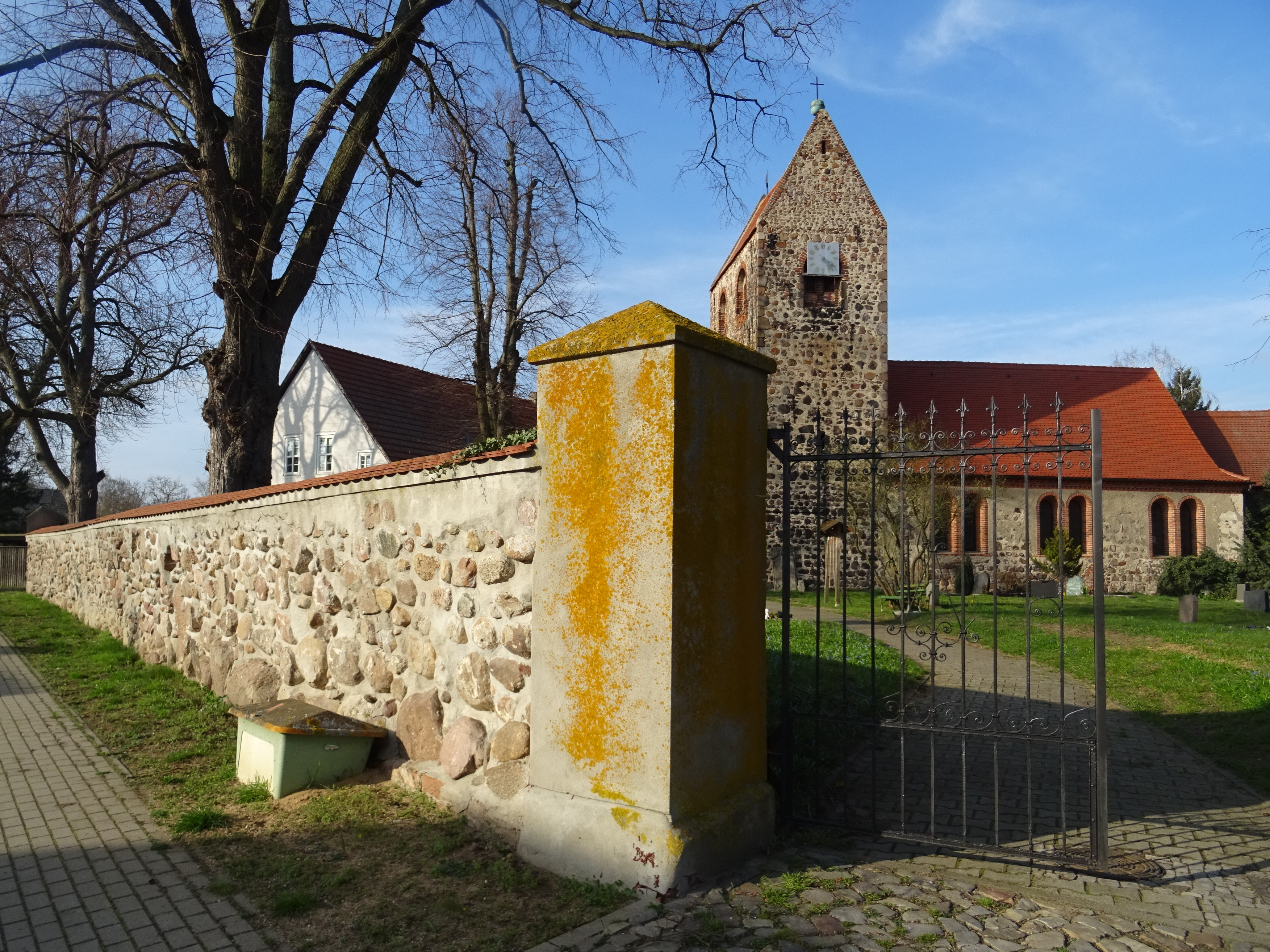
Kirche mit Friedhofsmauer

Die evangelische Kirchengemeinde Walsleben, die früher zur Pfarrei Walsleben, Regierungsbezirk Magdeburg gehörte, wird betreut vom Pfarrbereich Königsmark im Kirchenkreis Stendal im Bischofssprengel Magdeburg der Evangelischen Kirche in Mitteldeutschland.
Die ältesten überlieferten Kirchenbücher für Walsleben stammen aus dem Jahre 1672. Ernst Haetge gab 1649 als erstes Jahr der Überlieferung an.
Die katholischen Christen gehören zur Pfarrei St. Anna in Stendal im Dekanat Stendal im Bistum Magdeburg.

## Politik

### Ortsbürgermeisterin
Aktuell ist Christine Klooß die Ortsbürgermeisterin der Ortschaft Walsleben.
Der letzte Bürgermeister der Gemeinde war Friedhelm Roesler.

### Ortschaftsrat
Bei der Ortschaftsratswahl am 26. Mai 2019 errang die CDU 3 Sitze und die Einzelbewerberin Gotot 2 Sitze. Gewählt wurden damit zwei Ortschaftsrätinnen und zwei Ortschaftsräte. Die Wahlbeteiligung lag bei 61,8 Prozent.

### Wappen
Das Wappen wurde am 6. Februar 2001 durch das Regierungspräsidium Magdeburg genehmigt.
Blasonierung: „Von Rot über Silber schrägrechts geteilt; oben drei untereinander versetzte silberne Jagdhörner mit goldener Schnur, von oben nach unten kleiner werdend, die Schallöffnung nach rechts gekehrt; unten ein achtspeichiges rotes Wagenrad; im silbernen Schildfuß mit blauem Wellengrund eine durchgehende, einbögige, schwarz gefugte rote Steinbrücke mit glattem Joch.“
Die Farben der ehemaligen Gemeinde sind Rot – Silber (Weiß).
Der ehemalige Gemeinderat Walsleben hatte beschlossen, als Wappenzeichen Jagdhörner, Wagenrad, Fluss und Brücke in das Gemeindewappen aufzunehmen. Die Jagdhörner nehmen Bezug auf das Wappen derer von Walsleben, die drei Jagdhörner auf ihrem Schild führen. Das achtspeichige Wagenrad steht für den Ortsteil Uchtenhagen. Er erscheint gleichberechtigt in dem Wappen. Walsleben liegt an der Uchte. Mit dem Fluss wird auf sie Bezug genommen. Brücken verbanden und verbinden die Anwesen beiderseits der Uchte und die an ihr gelegenen Ländereien. Stets gab es in Walsleben und seiner Gemarkung mehrere Brücken.

### Flagge
Die Flagge ist Rot – Weiß – Rot (1:4:1) gestreift. Hissflagge (Streifen senkrecht verlaufend) mit dem aufgelegten Wappen der Gemeinde auf dem Mittelstreifen.

## Kultur und Sehenswürdigkeiten

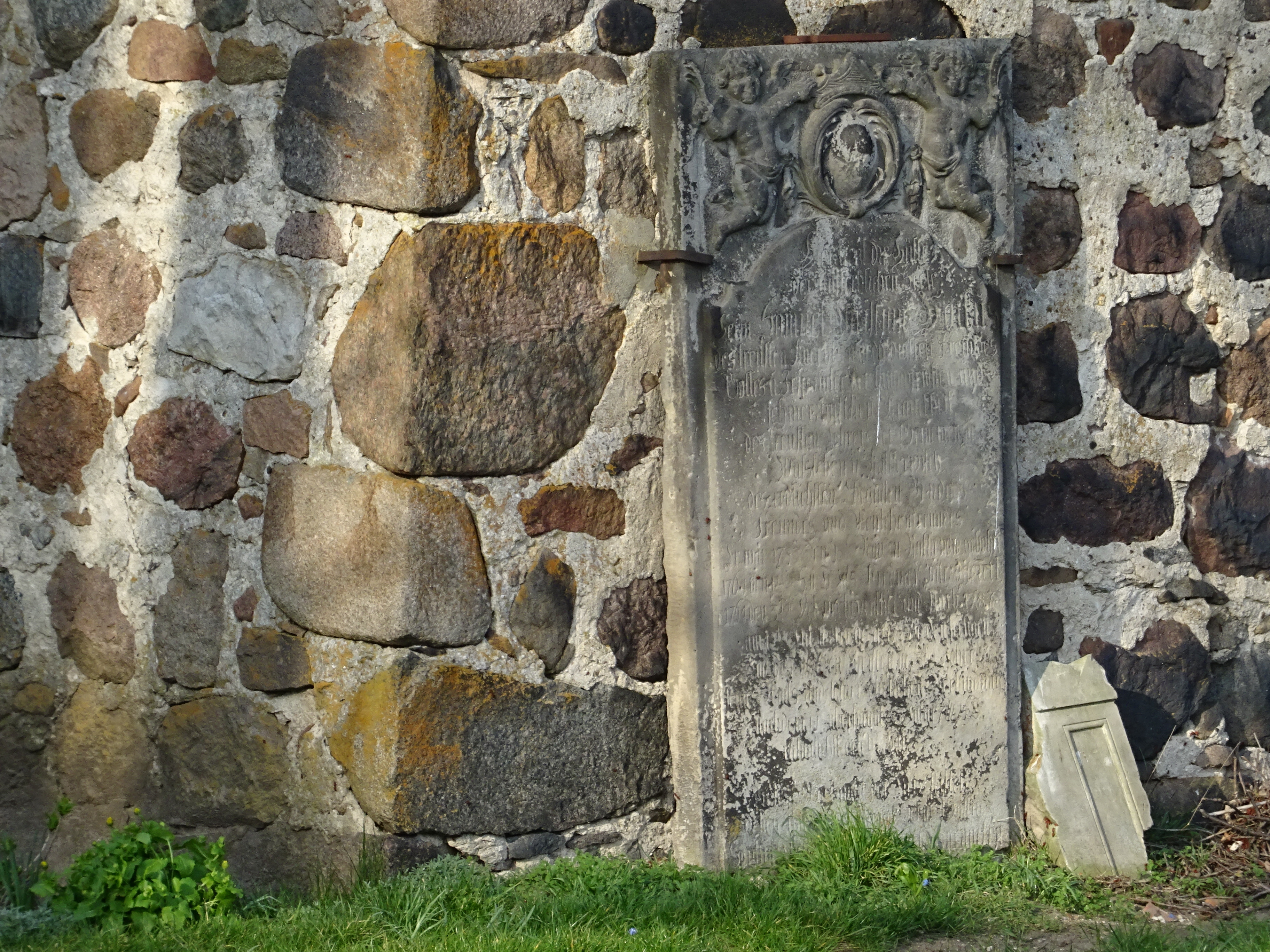
Grabstein des Pfarrers Samuel Christian Voitius an der Friedhofsmauer

- Die evangelische Dorfkirche Walsleben ist ein dreiteiliger Feldsteinbau aus der 2. Hälfte des 12. Jahrhunderts. Im Inneren befindet sich ein barocker Taufengel und ein gotisches Chorgestühl.[25][21]
- Der Ortsfriedhof ist auf dem Kirchhof.
- In Walsleben steht ein Denkmal für die Gefallenen des Ersten Weltkrieges, ein aufgerichteter Granitblock mit großem Eisernen Kreuz-Zeichen.[26]

## Sagen aus Walsleben
Unter dem Namen Die Versammlung auf dem Friedhof erzählt Hanns H. F. Schmidt im Jahre 1994 die Sage nach, die ursprünglich Thietmar von Merseburg überlieferte. In der nach der Zerstörung wiederaufgebauten Stadt Walsleben traf der Priester, der auf dem Weg zur Morgenmesse war, auf dem Kirchhof auf viele Menschen, die einem Priester Opfer darbrachten. Da fragte ihn eine ihm bekannte vor kurzem Verstorbenen, was er hier wolle? Er erklärte es ihr. Sie sagte ihm, dass er nicht mehr lange leben würde. Das erzählte er darauf seinem Nachbar und verstarb bald danach.
Unter dem Titel Die Spinnerin zwischen Walsleben und Düsedau überlieferte Alfred Pohlmann im Jahre 1901 eine Sage von einer Frau, die vom eigenen betrunkenen Ehemann verprügelt, aus dem Haus stürmte und mit ihrem Spinnrad in den Wald zwischen Walsleben und Düsedau flüchtete.  Als Spinnerin in weißem Gewand geht sie seitdem nachts zwischen 11 Uhr und 1 Uhr in den Walsleber Tannen um. Wenn der Mond hell scheint, kann man sehen, wie sie am Spinnrad sitzt und spinnt und dass sie recht traurig aussieht.

## Wirtschaft und Infrastruktur

### Verkehr
Von Walsleben aus führen Landstraßen in die umliegenden Städte Osterburg (Altmark) und Werben (Elbe). Die nächsten Bahnhöfe befinden sich in Osterburg und Goldbeck an der Strecke Magdeburg–Stendal–Wittenberge; die über Walsleben führende Kleinbahn Goldbeck–Werben (Elbe) wurde 1971 stillgelegt.

## Persönlichkeiten
- Horst Eberlein (* 1950 in Walsleben), römisch-katholischer Geistlicher, Weihbischof im Erzbistum Hamburg
- Rudolf Prietze (1854–1933), Afrika-Sprachforscher, geboren in Uchtenhagen